# 林伯特·維克斯
林伯特·維克斯（Lambert Wickes，1735年—1777年10月1日）是一名美国独立战争时期美国大陆海军舰长。

## 生平
維克斯于1735年出生在马里兰州肯特县。美国大革命爆发前他在商船上做船长。1776年3月28日大陆国会批准购买一条带有16门炮的雙桅橫帆船并把它命名为复仇号。同年5月維克斯成为复仇号的船长，他受命去与要为英国舰队打开特拉華河的英国护卫舰獐号作战。維克斯后来被定为美国大陆海军资格第11老的人。
美国国会秘密通讯委员会和海军委员会下令維克斯赴西印度群岛为乔治·华盛顿的军队运输弹药以及把威廉·宾厄姆运送到法属馬提尼克作为美洲殖民地的代理人。
1776年6月下半月复仇号从费城出发沿特拉华河下进。沿途它帮助被六艘英国兵船追击的六门炮的双桅横帆船南希号——南希号在向圣克洛伊岛和聖托馬斯島运送386桶火药。复仇号和列星顿号对付英国的翠鸟号，让南希号能够把200桶宝贵的火药卸下。維克斯的弟弟，当时任复仇号的三副战死。
7月3日复仇号离开特拉华河入海口，在西印度群岛劫掠了一系列商船，与英国的鲨号进行了一场恶战，战胜了鲨号进入港口。
1776年10月24日維克斯授命运送本傑明·富蘭克林去法国。在路上复仇号捕获了两条英国双桅横帆船，11月29日它到达南特，其重要的旅客登陆。1777年1月复仇号再次出海，它来到比斯開灣和英吉利海峡入口。2月5日，经过一场40分钟的恶战后它捕获了一条挂英国及其盟友葡萄牙的船。复仇号上两名军官受重伤，一人阵亡。
此后維克斯又捕获了五条英国船并把它们留在路易港。他到达洛里昂时法国政府勒令他在24小时内离开，法国政府显然不想太惹怒英国政府。維克斯称复仇号有漏洞需要补好。他非常有技巧地争取时间，在一些场合下他故意让法国政府逮捕他。
1777年4月大陆海军舰只列星顿号和海豚号与复仇号会合组成一支在維克斯指挥下的舰队。5月28日它们出海，在6月、7月和8月环绕爱尔兰游弋。其中有一段时间里它们在五天内捕获15条船。9月14日維克斯带领复仇号和海豚号从法国回美国。约10月1日复仇号在纽芬兰岛纽芬兰大浅滩触礁沉没，除船上厨师外所有人丧生。

## 遗迹
在一篇1928年题为《美国革命中被遗忘的英雄》的关于維克斯的文章里作者写道：“这样一个与众不同的爱国者、英雄和人道主义者的生涯结束了。虽然他俘虏了许多敌人，但是没有一个人对他发出过残暴或者粗鲁的抱怨。认识他很好的弗兰克林说：‘他是一名豪侠的长官，一个非常有价值的人。’”
美国海军有两艘船以他命名。